# Tony Scott (filmregisseur)
Tony Scott (North Shields, 21 juni 1944 – Los Angeles, 19 augustus 2012) was een Brits filmregisseur.
Hij was vooral bekend als regisseur van zeer populaire en zeer barok vormgegeven actiefilms. Scotts films kenmerken zich vooral door het visueel overweldigende camerawerk terwijl ze inhoudelijk naadloos passen binnen de formule van Hollywood-blockbusters. Tony was de jongere broer van Ridley Scott (1937) met wiens regiestijl zijn stijl veel overeenkomsten vertoont.

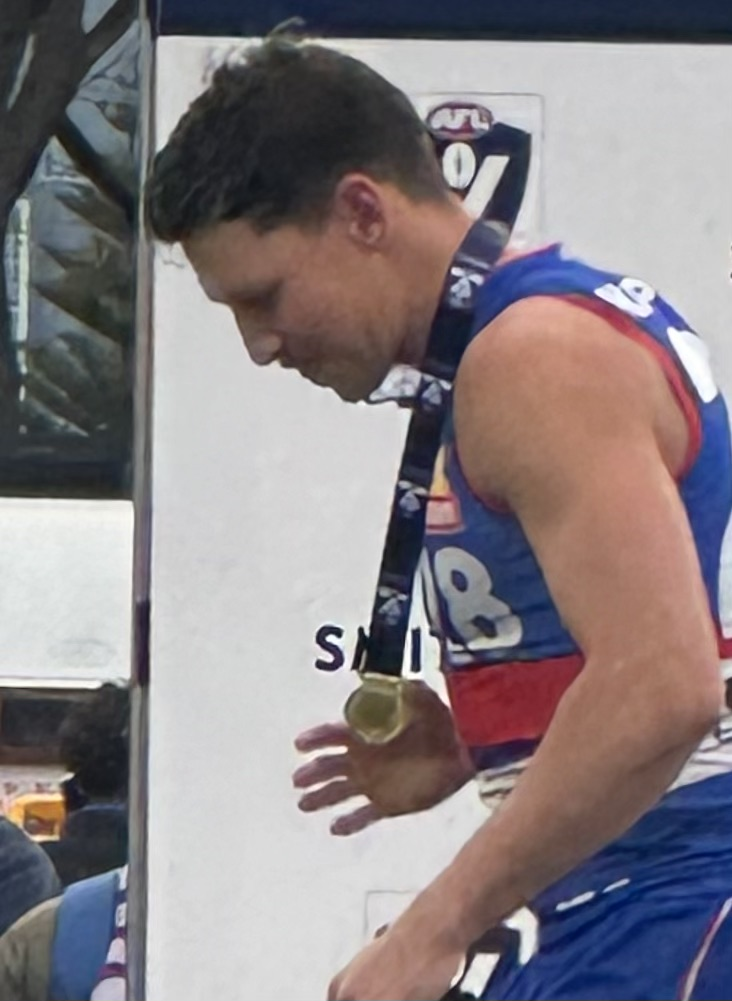
Anthony Scott

## Biografie
Scott werd in 1944 in North Shields geboren als de zoon van een Britse RAF-piloot. Op jonge leeftijd hield hij erg van schilderen. Hij studeerde aan West Hartlepool College of Art, de Sunderland Art School en het Royal College of Art. In 1962 speelde hij de hoofdrol in Boy on Bicycle, de eerste film van Ridley Scott.
Na zijn studie verruilde Tony de schilderkwast voor de camera en hij ging bij RSA werken, het bedrijf van zijn broer, dat opnames maakte voor reclame en televisie. Toen zijn broer Ridley Scott zich in 1977 ging specialiseren in het maken van speelfilms, bleef Tony bezig met het maken van reclamefilmpjes en videoclips. Hij regisseerde onder andere clips van Kenny Loggins en George Michael.
Richard Shepherd, een producer bij MGM, was onder de indruk van het talent van Tony Scott en vroeg hem in 1982 voor de regie van The Hunger, een soort romantische horrorfilm over de liefde tussen twee vampiers. Hoewel The Hunger geen groot succes was, liet de film wel zien dat Tony Scott een specialist was in het filmen van perfect uitgelichte camerashots, het maken van vreemde kleuren en weelderige special effects.
Scott werd in Hollywood opgemerkt door filmproducent Jerry Bruckheimer, die hem in 1986 vroeg de grote actiefilm Top Gun te regisseren. In deze film liet Tony Scott opnieuw zien dat mooi camerawerk, spectaculaire actiescènes en dure special effects zijn grootste specialiteiten waren.
Top Gun werd een van de grootste successen van de jaren '80 en maakte van Scott een van de meest succesvolle regisseurs van Hollywood. Samen met producent Bruckheimer maakte hij nog zeven andere films: Revenge (1990), Days of Thunder (1990), The Last Boy Scout (1991), Crimson Tide (1995), The Fan (1996), Enemy of the State (1999), Man On Fire (2004) en Déjà Vu (2006).
Critici verweten Tony Scott dat hij alleen maar een zielloze en zeer gelikt gefilmde blockbuster kon maken. Scott bewees dat hij meer kon met True Romance (1993), een komische romantische misdaadfilm waarvan het scenario werd geschreven door Quentin Tarantino. In deze film liet Scott zien dat hij ook goed was in karakterontwikkeling en spelregie. De film was gefilmd op een sobere, rauwe bijna documentaire-achtige manier en stond daarmee haaks op al het andere werk van Scott.
Een groot handelsmerk dat alle films van Tony Scott kenmerkt is zijn fascinatie voor de Amerikaanse cultuur. In bijna al zijn films bracht hij op een komische, kritische of juist prijzende manier de iconen van de Amerikaanse cultuur in beeld. Scott zelf zei dat hij het juist vanwege zijn Britse achtergrond leuk vond om als buitenstaander naar die cultuur te kijken.
Samen met Ridley Scott en een aantal anderen was Tony Scott vanaf 2005 als Executive Producer betrokken bij de serie Numb3rs.
Tony Scott overleed op 19 augustus 2012, op 68-jarige leeftijd. Hij pleegde zelfmoord door in Los Angeles van de Vincent Thomas Bridge te springen. In zijn auto, die in de buurt stond, lag een adressenlijst. In zijn kantoor een brief aan zijn familie.
Tony Scott is vrijdag 24 augustus 2012 begraven op het Hollywood Forever Cemetery.
In november 2014 gaf zijn broer Ridley een interview aan Variety. 
Ridley omschreef de dood van zijn broer als "onverklaarbaar”, terwijl hij onthulde dat Tony een langdurige strijd tegen kanker had gevoerd – een diagnose die de familie verkoos om privé te houden tijdens zijn behandelingen en in de onmiddellijke nasleep van zijn dood.

## Filmografie (selectie)
- Unstoppable (2010)
- The Taking of Pelham 123 (2009)
- Déjà Vu (2006)
- Domino (2005)
- Agent Orange (2004)
- Man on Fire (2004)
- The Hire: Beat the Devil (2002)
- Spy Game (2001)
- Enemy of the State (1998)
- The Fan (1996)
- Crimson Tide (1995)
- True Romance (1993)
- The Last Boy Scout (1991)
- Days of Thunder (1990)
- Revenge (1990)
- Beverly Hills Cop II (1987)
- Top Gun (1986)
- The Hunger (1983)
- Loving Memory (1969)

- Bibsys: 98068950
- Biblioteca Nacional de España: XX827380
- Bibliothèque nationale de France: cb139315638 (data)
- CiNii: DA10078627
- Gemeinsame Normdatei: 119350025
- International Standard Name Identifier: 0000 0001 2143 9467
- Library of Congress Control Number: n93106893
- MusicBrainz: b52539dd-c2c7-480f-ac78-f2f80ec6f3b1
- Nationale Bibliotheek van Tsjechië: xx0051337
- Nationale Bibliotheek van Israël: 987007451262405171
- Nationale Bibliotheek van Polen: a0000001655463
- Nederlandse Thesaurus van Auteursnamen: 073163392
- Istituto Centrale per il Catalogo Unico: REAV095722
- SNAC: w6k080zp
- Système universitaire de documentation: 094159432
- Virtual International Authority File: 94264480
- WorldCat: E39PBJy4hgtWXWVkR3rqT3hvHC